# Аркіш
Аркіш (рум. Archiș) — село у повіті Арад в Румунії. Адміністративний центр комуни Аркіш.
Село розташоване на відстані 388 км на північний захід від Бухареста, 66 км на північний схід від Арада, 122 км на захід від Клуж-Напоки, 101 км на північний схід від Тімішоари.

## Населення
За даними перепису населення 2002 року у селі проживали 425 осіб, з них 424 особи (99,8%) румунів. Рідною мовою 424 особи (99,8%) назвали румунську.